# Словацкое вторжение в Польшу
Словацкое вторжение в Польшу (освобождение словацких земель, оккупированных Польшей во время раздела Чехословакии) — военный конфликт с 1 по 16 сентября 1939 года между Первой Словацкой республикой и Второй Речью Посполитой, являвшийся составной частью вторжения Германии в Польшу. Словацкая полевая армия «Бернолак» в составе трех дивизий (общей численностью около 50 тысяч) вторглась на территорию Польской Республики и заняла земли, которые были ранее утрачены Чехословакией в результате конфликта с Польшей 1920—1924 годов и в результате соглашения 1938 года между гитлеровской Германией, Великобританией, Францией и Италией.

## Предпосылки конфликта
14 марта 1939 года словацкий парламент провозгласил независимость Словацкой республики, территории которой в то время на правах автономии входили в состав Чехословакии. Этот шаг был согласован с фюрером и рейхсканцлером Германии Адольфом Гитлером и осуществлен под угрозой раздела словацких земель между Венгрией и Польшей, которые уже получили часть словацкой территории в результате Первого Венского арбитража.
Сразу же после провозглашения независимости восточная Словакия была атакована венгерскими войсками, которые в результате этого кратковременного конфликта заняли 1,7 тысяч км² территории Словакии.
В этих условиях Словакия 23 марта заключила договор о защите с Третьим Рейхом, согласно которому Германия гарантировала независимость и территориальную целостность Словакии, которая, в свою очередь, обязалась оказывать свободный проход немецких войск по своей территории, а также согласовывать с Третьим Рейхом развитие собственных вооружённых сил и все шаги во внешней политике.
Согласно указанному договору немецкое командование при разработке плана «Вайс» (по захвату территории Польши) имело право рассчитывать на предоставление Словакией не только собственной территории для будущего наступления частей Вермахта, но и прямой военной помощи. На соответствующее требование Германии для участия в нападении на Польшу в Словакии было мобилизовано 3 дивизии, образовавших полевую армию «Бернолак» под командованием министра обороны Словацкой Республики генерала Фердинанда Чатлоша.

## Военные действия
Наступление словацких войск началось в 5 утра 1 сентября 1939 года, одновременно со вступлением на польскую территорию частей Вермахта. Две или три словацкие авиаэскадрильи использовались для разведки, бомбардировок и непосредственной поддержки немецких истребителей.

Словакия после военной операции

Основные боевые действия во время кампании пришлись на долю 1-й словацкой дивизии под командованием генерала Антона Пуланича. Эта дивизия вступила на территорию Польши, прикрывая левый фланг 2-й горнострелковой дивизии Вермахта, заняла села Татранска  Яворина и Юргув, а также город Закопане, а 4-5 сентября приняла участие в боях против регулярных частей польской армии. 7 сентября заняла оборону, продвинувшись на 30 км вглубь польской территории.
Между тем вторая словацкая дивизия находилась в резерве, а третья словацкая дивизия «Разус» под командованием полковника Августина Маларме защищала 170-километровый участок границы от Старой Любовны до границы с Венгрией. Эта дивизия принимала участие только в локальных приграничных столкновениях, впоследствии перешла границу и до 11 сентября заняла часть польской территории, не встретив вооружённого сопротивления.
Фактически боевые действия между словацкими и польскими войсками велись лишь в течение первой недели кампании, однако формально датой завершения конфликта следует считать 6 октября 1939 года, когда немецкое командование официально объявило о победе в Польской кампании. Общие словацкие потери во время кампании составили 37 убитых, 114 раненых и 11 пропавших без вести. Два словацких самолёта были потеряны (один в результате зенитного огня, другой в результате случайного крушения), и один польский самолёт был сбит. Польские потери в людях в этих боях не известны.

## Последствия
В результате вторжения в Польшу Словакия вернула свои территории, утраченные в течение 1920-х и в 1938 году. 7 октября было объявлено о демобилизации частей армии «Бернолак». Словацкая армия в определённой мере восстановила свой престиж, утраченный во время словацко-венгерской войны в марте 1939 года.